# Hafez
Khwāja Šamsu d-Dīn Muḥammad Hāfez-e Šīrāzī (în persană خواجه شمس‌الدین محمد حافظ شیرازی), cunoscut sub pseudonimul Hāfez, (1326 - 1390) a fost un poet persan. A fost considerat un clasic al literaturii persane și universale.

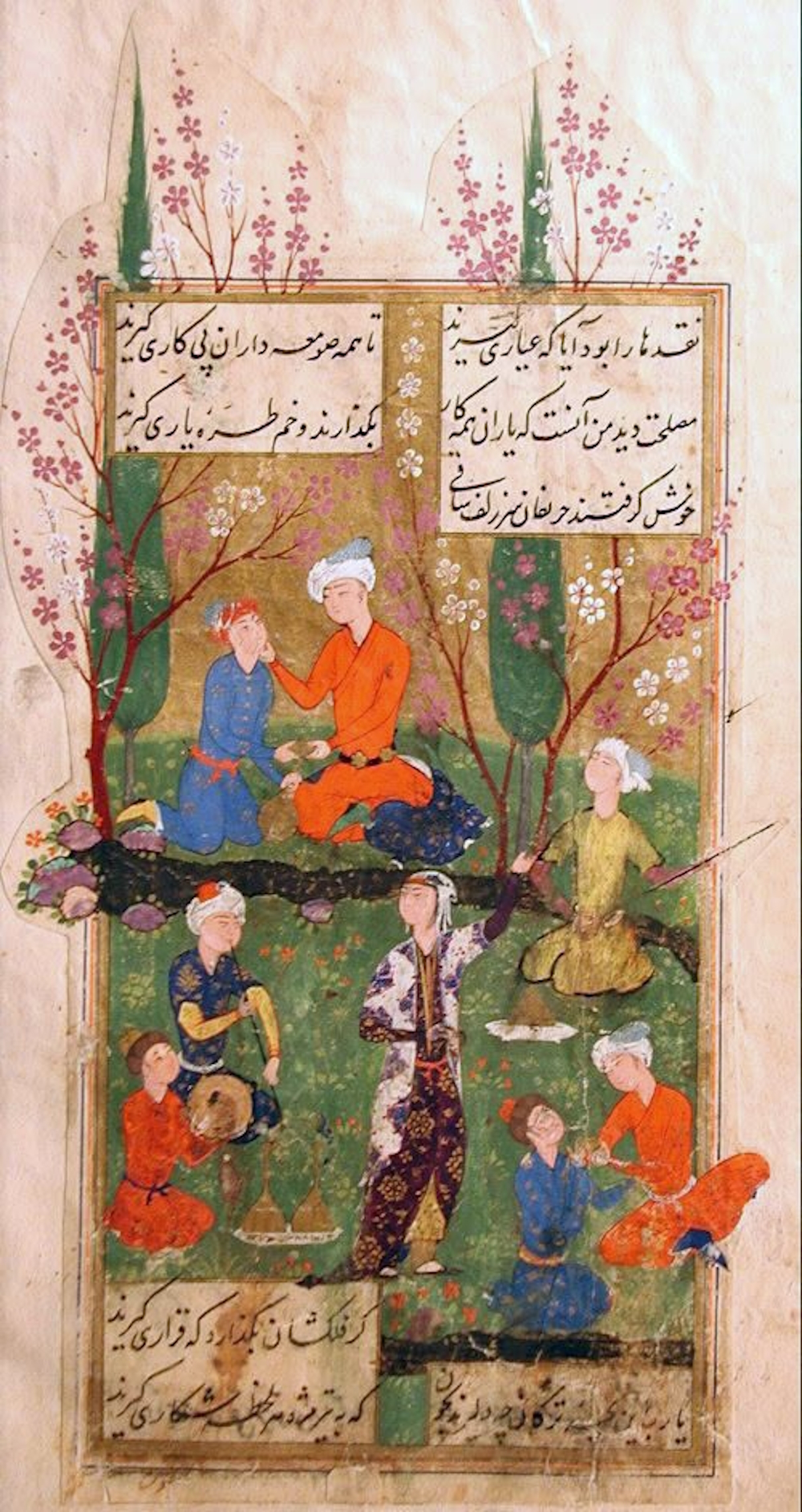
Miniatură din Diwan-ul lui Hafez

Întreaga sa operă poetică este adunată în ceea ce, în literaturile orientale, este numit generic Diwan.
Poeziile sale sunt foarte populare, citate din acestea dobândind valoare proverbială.
Tematica se caracterizează printr-o mare diversitate: dragostea de patrie, frumusețile naturii, iubirea, zădărnicia lumii nestatornicia destinului, amarul vieții, sfințenia lui Dumnezeu.
Opera sa a exercitat o influență considerabilă asupra liricii persane, indiene, turce și europene. Contemporan cu dante si Petrarca. Persia (Iranul) îi cântă versurile de sute de ani.
Hafiz or Hafez (Arabă: حافظ‎, "Amintitorul" lit. "Păstrătorul") este un nume Arabic, cât și un termen religios, cititorul Scripturii - cetețul stranei - în geamie și filosofic/, Intelectualul, i. e. Necredinciosul!! dar și cu o nuanță național panislamică, prin Cruciade, Necredinciosul, adică Cel care își păstrează legea sa veche, neconvertindu-se la noile adevăruri ale Vieții sale. Dar și cel care nu crede vorbele lumii pentru cunoștința scripturistică, pocăitul, teologul, impropriu „calvinul”, nezerul, vlăstarul coranic.

## Traduceri în limba română
- Poeme persane' (Baba Taher, Omar Khayyam, Saadi, Rumi, Șabestari, Hafez). 2012. Traducere din limba persană și note: Otto Starck. Prefață: George Grigore. Editura Herald. Colecția Princeps